# Bombus rubriventris
Bombus rubriventris is een vliesvleugelig insect uit de familie bijen en hommels (Apidae). De wetenschappelijke naam van de soort is voor het eerst geldig gepubliceerd in 1835 door Lepeletier. Hij behoort samen met de B. melanopoda en de B. franklini tot de drie soorten hommels waarvan men vermoedt dat ze uitgestorven zijn.